# عقیبه (کسروان)
عقیبه (به عربی: عقیبة) یک منطقهٔ مسکونی در لبنان است که در شهرستان کسروان واقع شده‌است. عقیبه ۱٫۵ کیلومتر مربع مساحت دارد ۱۰ متر بالاتر از سطح دریا واقع شده‌است.